# جایزه بیست و پنج سال
جایزه بیست و پنج سال (به انگلیسی: Twenty-five Year Award) یک جایزه معماری است که مؤسسه معماران آمریکا (AIA) هر ساله  به "بنایی اعطا می‌کند که با گذشت ۲۵ تا ۳۵ سال از ساخت آن، همچنان تعیین کنندهٔ استانداردهای عالی برای اهمیت و طراحی معماری است ". جایزۀ بیست و پنج سال برای اولین بار در سال ۱۹۶۹ داده شد و هر سال از سال ۱۹۷۱ به بعد به جز سال ۲۰۱۸ داده شده‌است. در سال ۲۰۱۹ این جایزه به نگارخانه ملی لندن اثرِ ونچوری، اسکات براون و همکاران داده شد.
پروژه‌ای که این جایزه را دریافت می‌کند می‌تواند در هر نقطه‌ای از جهان باشد، امّا باید معماری که دارای مجوز فعالیّت در ایالات متحده آمریکا است
آن را طراحی کرده باشد. تنها پنج ساختمان خارج از ایالات متحده این جایزه را دریافت کرده‌اند، شهرهای جده، عربستان سعودی. بارسلون، اسپانیا و پاریس، فرانسه در هر کدام یک ساختمان؛ و دو مورد هم در لندن، انگلستان برنده شده‌اند. شهر نیویورک با پنج جایزه بیشترین جایزه را برده‌است، در حالی که بوستون، شیکاگو، نیوهیون و واشینگتن، دی.سی. هر کدام با کسب دو جایزه در رتبۀ دوم قرار دارند.
ساختمان‌هایی که معمار فنلاندی- آمریکایی ارو سارینن در طرّاحیشان نقش داشته با دریافت شش جایزه هم مرتبه با شرکت معماری اسکیدمور، اوینگز و مریل هستند. ساختمان‌های لوئی کان پنج بار، فرانک لوید رایت چهار بار، لودویگ میس فن در روهه، شرکت پی کب فرید و همکاران هر کدام سه تا از ساختمان‌هایشان این جایزه را گرفته‌اند. از ۴۹ پروژه‌ای که این جایزه را گرفته‌اند تنها سه بنای خانهٔ ایمز، یادبود کهنه‌سربازان ویتنام و نگارخانه ملی لندن، دارای زنان طرّاح بوده‌اند.

## شرایط دریافت جایزه
جایزه بیست و پنج ساله به هر نوع پروژه معماری داده می‌شود و ممکن است یا یک ساختمان واحد یا گروهی از سازه‌ها باشد که یک کل بزرگتر را تشکیل می‌دهند. برندگان شامل بناهای تاریخی، مانند یادبود طاق دروازه و یادبود کهنه‌سربازان ویتنام، و گروه‌ساختمان‌هایی، مانند مؤسسه مطالعات زیست‌شناسی سالک و دانشکده صنایع دستی کوه هایستاک. بیشتر ساختمان‌های معرفی شده برای این جایزه ساختمان‌های جدید هستند اما یکی از برندگان، فنل هال، بازسازی قابل توجهی از یک انبار به یک بازار جشنواره‌ای بود.
برای اینکه یک پروژه واجد شرایط دریافت جوایز بیست و پنج سال باشد، باید بین ۲۵ تا ۳۵ سال قبل از سال اعطای این جایزه ساخته شده باشد. همچنین باید  «یک معمار درای مجوز در ایالات متحده در زمان اتمام پروژه» آن را طرّاحی کرده باشد. این بدان معنی است که نامزد دریافت جایزه می‌تواند در هر نقطه‌ای از جهان باشد، اما باید یک معمار آمریکایی دارای مجوز طرّاح آن باشد.  مانند بنیاد خوان میرو در اسپانیا. 
برای نامزد شدن پروژه باید «شکل به‌طور قابل ملاحظه‌ای کامل» داشته باشد و همچنین «در شرایط خوبی» باشد. نامزدهای احتمالی از زمان ساخت آنها نباید تغییر قابل ملاحظه‌ای داشته باشند. طبق قوانین تغییر کاربری مجاز است، اما «هدف اصلی» سازه باید همچنان دست نخورده باشد. این تغییرات کاربری شامل سازماندهی مجدد فضای داخلی است. این مورد در مورد برج پرایس در نظر گرفته شده بود، که هنگام ساخت، ترکیبی از دفاتر و آپارتمان‌ها بود، اما هنگام اعطای امتیاز، فقط یک آپارتمان باقیمانده بود. این جایزه هر سال در کنوانسیون ملی AIA داده می‌شود.

## روند نامزدی
«هر عضو AIA، گروهی از اعضا، مؤلفه یا انجمن علمی» مجاز به معرفی یک بنا برای جایزه بیست و پنج سال در سال است. ممکن است یک پروژه چندین بار نامزد شود، مادامی که هنوز هم با الزامات واجد شرایط بودن مطابقت داشته باشد. نامزدها در عملکرد، اجرا و خلاقیت آنها مطابق با استانداردهای معماری امروز مورد قضاوت قرار می‌گیرند. پروژه و سایت آن با هم قضاوت می‌شوند و هرگونه تغییر در بستر در نظر گرفته می‌شود.

## دریافت کنندگان جایزه
| سال  | ساختمان(ها) شهر                                                         | تصویر | معمار(ان)                                                                    |
| ---- | ----------------------------------------------------------------------- | --- | ---------------------------------------------------------------------------- |
| ۱۹۶۹ | راکفلر سنتر نیویورک                                                     | Rockefeller Center and surrounding buildings                                                                                       | راینهارد و هفمایستر؛ کربت، هریسن و مک‌موری                                    |
| ۱۹۷۱ | مدرسه کرو آیلند وینتکا، ایلینوی                                         | Crow Island School | پیرکینز، ویلر و ویل؛ الییل و ارو سارینن                                      |
| ۱۹۷۲ | روستای بالدوین هیلز لس آنجلس                                            | Main building of Baldwin Hills Village                                                                                             | رجینالد جانسون؛ ویلسن، مریل و الکساندر; کلرنس اس. استاین                     |
| ۱۹۷۳ | تلییزن وست پرادایس ولی، آریزونا                                         | Taliesin West with a pool in the foreground                                                                                        | فرانک لوید رایت                                                              |
| ۱۹۷۴ | ساختمان اداری حانسن اند سان ریسین، ویسکانسین                            | The Johnson Wax building with a large globe in the foreground                                                                      | فرانک لوید رایت                                                              |
| ۱۹۷۵ | خانهٔ فیلیپ جانسون ("خانه شیشه‌ای") نیو کینن، کنتیکت                      | The glas shouse surrounded by trees, pathways, and a lawn                                                                          | فیلیپ جانسون                                                                 |
| ۱۹۷۶ | آپارتمان‌های ۸۶۰-۸۸۰ خیابان لیکشر شمالی شیکاگو                           | 860-880 Lakeshore Drive with surrounding roads and buildings                                                                       | لودویگ میس فن در روهه                                                        |
| ۱۹۷۷ | کلیسای لوترن مسیح مینیاپولیس                                            | Christ Lutheran Church | سارینن، سارینن و همکاران؛ هیلز، گیلبرتسن و هیز                               |
| ۱۹۷۸ | خانه ایمز پسیفیک پلسیدس، لس‌آنجلس                                        | The front door and trees of the Eames House                                                                                        | چارلز و ری ایمز                                                              |
| ۱۹۷۹ | نمایشگاه هنری دانشگاه ییل نیوهیون، کنتیکت                               | Side View of the Yale University Art Gallery                                                                                       | لوئی کان                                                                     |
| ۱۹۸۰ | خانه لور نیویورک                                                        | Lever House, surrounding buildings, and plaza                                                                                      | اسکیدمور، اوینگز و مریل                                                      |
| ۱۹۸۱ | خانه فارنزورث پلانو، ایلینوی                                            | Farnsworth house during the winter                                                                                                 | لودویگ میس فن در روهه                                                        |
| ۱۹۸۲ | ساختمان همسود پورتلند، اورگن                                            | The Equitable Savings and Loan Building and surrounding buildings                                                                  | پیترو بلوسکی                                                                 |
| ۱۹۸۳ | برج پرایس بارتلزویل، اکلاهما                                            | Price Tower on an overcast day | فرانک لوید رایت                                                              |
| ۱۹۸۴ | ساختمان سیگرام نیویورک                                                  | Seagram Building viewed from its broad side                                                                                        | لودویگ میس فن در روهه                                                        |
| ۱۹۸۵ | مرکز فنی جنرال موتورز وارن، میشیگان                                     | General Motors Technical Center viewed from afar                                                                                   | ارو سارینن و همکاران با اسمیت، هینچمن و گریلز                                |
| ۱۹۸۶ | موزه گوگنهایم نیویورک نیویورک                                           | The Guggenheim museum with taxis in the foreground                                                                                 | فرانک لوید رایت                                                              |
| ۱۹۸۷ | خانه بوینجر نورمن، اکلاهما                                              | Bavinger house and surrounding forest                                                                                              | بروس گاف                                                                     |
| ۱۹۸۸ | فرودگاه بین‌المللی دالس واشینگتن چنتیلی، ویرجینیا                        | Dulles Airport Terminal Building                                                                                                   | ارو سارینن و همکاران                                                         |
| ۱۹۸۹ | خانه وانا ونچوری چستنات هیل، پنسیلوانیا                                 | Vanna Venturi House and front yard                                                                                                 | رابرت ونچوری                                                                 |
| ۱۹۹۰ | طاق دروازه سنت لوئیس، میزوری                                            | The Gateway Arch with the Saint Louis skyline in the background                                                                    | ارو سارینن و همکاران                                                         |
| ۱۹۹۱ | کاندومینیوم یک سی رنچ، کالیفرنیا                                        | Sea Ranch Condominium One viewed from land                                                                                         | مور لیندن ترنبل ویتیکر                                                       |
| ۱۹۹۲ | مؤسسه مطالعات زیست‌شناسی سالک لا هویا، کالیفرنیا                         | The Salk Institute viewed from below                                                                                               | لوئی کان                                                                     |
| ۱۹۹۳ | مرکز اداری دیر و شرکا مولین، ایلینوی                                    | Deere & Company Administrative Center with surrounding streets                                                                     | ارو سارینن و همکاران                                                         |
| ۱۹۹۴ | مدرسه صنایع کوسهتان هیستک دیر آیل، مین                                  | — | ادوارد لاربی بارنز                                                           |
| ۱۹۹۵ | ساختمان فرد نیویورک                                                     | Ford Foundation Headquarters partially obscured by trees                                                                           | کوین روشه، جان دینکلو و همکاران                                              |
| ۱۹۹۶ | نمازخانه دانشکده افسری نیروی هوایی ایالات متحده کلرادو اسپرینگز، کلرادو | Air Force Cadet Chapel against a blue sky                                                                                          | اسکیدمور، اوینگز و مریل                                                      |
| ۱۹۹۷ | کتابخانه آکادمی فیلیپس اکستر اکسیتر، نیوهمپشایر                         | Phillips Exter Academy Library with surrounding lawn and trees                                                                     | لوئی کان                                                                     |
| ۱۹۹۸ | موزه هنر کیمبل فورت ورث، تگزاس                                          | Kimbell Art Museum and surrounding green                                                                                           | لوئی کان                                                                     |
| ۱۹۹۹ | مرکز جان هنکاک شیکاگو                                                   | John Hancock Center and Chicago water tower                                                                                        | اسکیدمور، اوینگز و مریل                                                      |
| ۲۰۰۰ | خانه اسمیت درین، کنتیکت                                                 | — | ریچارد مایر و همکاران                                                        |
| ۲۰۰۱ | مرکز اداری وایرهاوزر فدرال وی، واشینگتن                                 | View of the Weyerhaeuser headquarters showing a parking lot in the foreground and the cascadign plants over its facade.            | اسکیدمور، اوینگز و مریل، فضلور خان                                           |
| ۲۰۰۲ | بنیاد خوان میرو بارسلون، اسپانیا                                        | Fundació Joan Miró and entrance way gardens                                                                                        | سرت جمسون و همکاران                                                          |
| ۲۰۰۳ | ساختمان اداری تحقیقات طراحی کمبریج، ماساچوست                            | Front of the Design Research Headquarters Building                                                                                 | معماران بی‌تی‌ای (پیش از این با نام شرکت بنجامین تامسون و همکاران شناخته می‌شد) |
| ۲۰۰۴ | ساختمان شرقی نگارخانه ملی هنر واشینگتن، دی.سی.                          | East Building of the national Gallery of Art with surrounding plaza                                                                | آی. ام پی و شرکا، معماران                                                    |
| ۲۰۰۵ | مرکز هنر بریتانیا در ییل نیوهیون، کنتیکت                                | Yale Center for British Art with surrounding buildings and trees                                                                   | لوئی کان                                                                     |
| ۲۰۰۶ | نمازخانه ترنکرون ارکا اسپرینگز                                          | Front of the Thorncrown Chapel partially obscured by trees                                                                         | ای. فی جونز                                                                  |
| ۲۰۰۷ | یادبود کهنه‌سربازان ویتنام واشینگتن، دی.سی.                              | Aerial view of the Vietnam Veterans Memorial                                                                                       | مایا لین، طرّاح؛ معماران کوپر-لکی، معمار ثبت شده                              |
| ۲۰۰۸ | آتنیوم نیو هارمونی، ایندینا                                             | The Antheneum and surrounding lawn                                                                                                 | ریچارد مایر و همکاران                                                        |
| ۲۰۰۹ | فنل هال بوستون                                                          | Oblique view of Faneuil hall Marketplace and surrounding pedestrian mall                                                           | بنجامین تامسن و همکاران                                                      |
| ۲۰۱۰ | پایانهٔ حج در فرودگاه بین‌المللی ملک عبدالعزیز جده، عربستان سعودی         | Interior of the Hajj Terminal | اسکیدمور، اوینگز و مریل                                                      |
| ۲۰۱۱ | برج هنکوک بوستون                                                        | The John Hancock Tower with the Charles River in the foreground                                                                    | آی. ام پی و شرکا                                                             |
| ۲۰۱۲ | خانه گری سنتا مونیکا، کالیفرنیا                                         | View of Gehry Residence | فرانک گری                                                                    |
| ۲۰۱۳ | مجموعه منیل هیوستون                                                     | View of Menil Collection | کارگاه ساختمان رنزو پیانو                                                    |
| ۲۰۱۴ | متروی واشینگتن واشینگتن، دی.سی.                                         | Intersection of ceiling vaults at Metro Center station                                                                             | هری ویس                                                                      |
| ۲۰۱۵ | خانه بورس برودگیت لندن                                                  | | اسکیدمور، اوینگز و مریل                                                      |
| ۲۰۱۶ | آکواریوم مونته‌ری مونته‌ری، کالیفرنیا                                     | The main entrance of the Monterey Bay Aquarium and the smokestacks on its roof resemble the former Hovden Cannery that it replaced | ای‌اچ‌دی‌دی                                                                     |
| ۲۰۱۷ | لوور بزرگ – فاز یک پاریس                                                | | پی کب فرید و شرکا                                                            |
| ۲۰۱۸ | جایزه داده نشد.                                                         | |                                                                              |
| ۲۰۱۹ | شعبه سینزبری نگارخانه ملی لندن لندن                                     | National Gallery London Sainsbury Wing                                                                                             | ونچوری، اسکات برون و همکاران                                                 |